# Ейдриън Пол
Ейдриън Пол Хюит (на английски: Adrian Paul Hewett) (роден на 29 май 1959 г.) е английски актьор. Най-известен е с ролята си на Дънкан Маклауд в сериала „Шотландски боец“.